# Korea Rail Network Authority
A Korea Rail Network Authority é uma empresa de construção e gestão ferroviária da Coreia do Sul formada a partir da fusão da KNR Construction Headquarters e da Korean Express Railroad Construction Corporation. Seus principais clientes são a Korail e a Seoul Metro.